# Edgar Dören
Edgar Dören (ur. 6 października 1941 roku w Wuppertalu, zm. 2 kwietnia 2004 roku) – niemiecki biznesmen i kierowca wyścigowy.

## Kariera
Dören rozpoczął karierę w międzynarodowych wyścigach samochodowych w 1974 roku od startów w klasie German Racing Championship. Z dorobkiem trzynastu punktów uplasował się na 24 pozycji w klasyfikacji generalnej. W późniejszych latach Niemiec pojawiał się także w stawce World Challenge for Endurance Drivers, World Championship for Drivers and Makes, IMSA GTU Championship, IMSA Camel GT Championship, FIA World Endurance Championship, European Endurance Championship, 24-godzinnego wyścigu Le Mans, Porsche 944 Turbo Cup, World Sports-Prototype Championship, 24 Heures de Spa-Francorchamps, Global GT Championship, 24h Nürburgring oraz Euro GT Series.